# 關閘站
關閘站（暫名ES1站，車站編號：ES1）是澳門輕軌東線的終點站，位於關閘邊檢大樓東側新填海地段，設有連接行人隧道前往關閘邊檢大樓和馬場一帶，現有設計中共設有五個出入口分別往返關閘東側客運站及馬場北大馬路周邊住宅樓宇，另設有行人天橋及地下通道連接關閘邊檢大樓，本站為地下二層島式站台車站，其中月台寬度為14米，長度為60米；於2023年10月20日正式動工，預計2029年完工並啟用。
2024年批准利用關閘邊檢大樓東側相關V形地段後，本站位置向關閘方向移動，以縮短中間的人行通道至120米，同時預留興建輕軌東線西延段，將輕軌服務延伸至青茂口岸（青洲站）。

## 車站

### 車站樓層
| 地面層                         | C、D出入口 | 關閘邊檢大樓、關閘東側重型客車停車場 |   |  |
| 地庫一層                       | 票務層     | 客務中心、自助售票機、洗手間、商鋪、行人隧道往返A1、A2、B、E出入口                                                                             |   |  |
| 地庫二層                       | 月台層     | \| \| \| 東線往氹仔碼頭（東方明珠） \| 2 \| \| \| 島式 · ↑開左邊车门 ↓開右邊车门 \| \| \| \| \| \| \| \| 東線往氹仔碼頭（東方明珠） \| 1 \| \| |   |  |
|                                |            | 東線往氹仔碼頭（東方明珠） | 2 |  |
| 島式 · ↑開左邊车门 ↓開右邊车门 |            | |   |  |
|                                |            | 東線往氹仔碼頭（東方明珠） | 1 |  |

### 出入口
在原有方案中，車站共設有五個出入口，其中三個出入口通過行人隧道方式連接。A出入口位於關閘東側上落客區旁，連接關閘邊檢大樓，其中車站與A出入口連接通道為185米；B出入口位於現時李炳倫大廈旁，鄰近特警總部；C和D出入口位於本站結構上方的地面層，其中C出入口往關閘方向、即位於長壽大馬路路口，D出入口往黑沙環海濱公園方向；E出入口位於如意廣場內。 
V形地塊得到中央人民政府批准後，本站北段作為盾構接收井預留興建西延青洲線，同時本站向關閘移動，A出入口之人行通道縮短至120米。同時將分為兩個出入口，現有方案中的位於關閘東側上落客區近原特警總部大樓旁的A出入口將改為A1出入口，而新增設的A2出入口將穿過關閘廣場地下行車隧道道接駁至關閘地下巴士總站，方便乘客轉乘巴士和輕軌。
2024年12月公佈的新方案中，將通過地下通道及天橋，與關閘邊檢大樓無縫接駁。原關閘東側上落客區於工程期間停用，原特警總部大樓拆除後將改建為臨時巴士上落客停泊區。

## 歷史

### 初期構想
本站曾經是澳門輕軌第一期澳門半島段規劃中的車站之一，以高架車站方式興建，初期選址位於現時關閘臨時旅遊巴停車場一帶（即關閘邊檢大樓西南側），2014年方案選址改為在關閘邊檢大樓東南側。
2006年10月，建設發展辦公室自行發表《軌道捷運系統深化研究》方案，被指存在站點設置過密以及未能照顧舊城區等問題。起點站設於本站，但當時本站設於關閘臨時旅遊巴停車場一帶。
2007年，政府宣佈興建輕軌首期路線。首期方案全長20公里，共設有23個車站，總投資約42億澳門幣，當時預計於2011年底竣工投入運作。起點同樣設於本站。
2007年7月17日，時任運輸工務司司長劉仕堯表示，當輕軌首期工程（包括屬遠期規劃的澳門半島線和已投入營運的氹仔線）動工後，政府將立即啟動第二期工程的研究工作，而二期路線由本站起點延伸至西北區一帶，途經內港，以媽閣為終點站。同年10月，澳門特別行政區政府公佈確定澳門輕軌系統首期方案計劃。
2009年，運輸基建辦公室展開澳門輕軌系統第二期可行性研究初步方案的諮詢工作，顧問公司向政府建議三個概念方案，以架空或隧道方式從澳門半島西側連接關閘和媽閣，令輕軌系統在澳門半島形成環線，三個方案均以本站作為起點。
2010年9月30日，政府公佈“關閘口岸暨周邊環境總體概念性城市設計編制服務”公開開標，土地工務運輸局共收到6份標書，其中兩份不被接納。獲接納的四份標書所提出的承攬服務價格由9百萬元至1千8百多萬元不等。土地工務運輸局期望，通過對關閘口岸及周邊環境的整體城市設計，分期分區逐步改善“北大門”的功能與景觀形象，同時深化關閘地區成為完善的交通樞紐包括輕軌站建設，理順全區交通路網及完善北段之外環快速通道，以及對區內土地作出長遠的整合性利用規劃。

### 粵澳新通道：輕軌一期路線計劃延伸
2012年5月，政府構思於原澳門批發市場興建“粵澳新通道”（現青茂口岸），而政府又計劃貫徹澳門輕軌與廣珠城際鐵路無縫對接的原則，研究將輕軌線段延伸至西北區的可行性，並綜合研究北區線段的調整，進一步回應社會訴求、解決青洲區公屋住戶的出行問題，以及加強與中國大陸基建的對接。
2013年4月20日，土地工務運輸局城市規劃廳長劉榕表示，為配合廣珠城軌拱北站已通車，當局正研究輕軌第一期由本站西延至青洲站，作為澳門半島第2個通往珠海的關口。
2014年6月，政府修改澳門半島線（輕軌一期）北段走線，其中本站設於鄰近邊檢大樓一側，計劃以高架車站方式興建，並穿過關閘拱門北側。並公佈澳門半島線北段走線三大方案「馬場東高架走線」、「勞動節高架走線」和「沿海高架走線」，但相關走線引起了社會上的爭議。而2009年方案的選址設於於關閘廣場西南側（即現時關閘臨時旅遊巴停車場地段），2014年提出的新規劃方案將本站改於邊檢大樓東南側、毗鄰關閘東側客運站，於關閘拱門至邊檢大樓中間穿過後，於紀念孫中山市政公園旁向下沉轉往地底，最後到達青洲站。當時運建辦表示本站地下化為不可行，包括鄰近地下有李秉倫大廈停車場、關閘地下巴士總站、關閘綜合體育館停車場及兩條地下行車道等基建設施，地下化將牽涉很大，而且對結構脆弱的關閘拱門帶來潛在破壞風險，加上要考慮每年達一億人次出入的關閘口岸安全問題。當時構思新方案，軌道建於大樓頂部，與拱門距約七、八米，並考慮以玻璃幕牆包裹，讓其與大樓融為一體。運建辦隨後補充指本站（輕軌一期關閘站）採用高架方式建造，目的是慮到關閘人流量及作出風險評估，認為將站點走高架方案融入出入境大樓頂部會較合適。

### 輕軌東線ES1站
2020年9月，澳門特區政府公佈《澳門特別行政區城市總體規劃 (2020-2040)》草案及《輕軌東線方案》公開咨詢，為期60日。咨詢文本中計劃於關閘東側填海區旁進行灘塗整治工程並設立本站。
2022年10月18日，政府跨部門代表列席立法會介紹東區-2詳細規劃草案和輕軌東線工程，並落實興建該線及公佈本站初步設計，本站與ES2站為最多出入口的輕軌車站。
2022年10月26日，澳門輕軌東線設計連建造工程進行公開招標，並分為南段及北段，本站作為北段設計連建造工程的一部分。
2023年2月14日，輕軌東線北段設計連建造工程於公共建設局進行公開開標，共收到6份標書。項目爭取於2023年下半年動工。經開標程序後，所有標書被接納。工程造價介乎澳門幣44億7千3百萬至澳門幣51億3千6百多萬，總工期（設計連施工）全部為1350工作天。工程包括興建本站和連接ES2站的雙孔盾構隧道。
2023年10月20日，輕軌東線工程正式動工，標誌著本站工程正式展開建設階段，本站位處於澳門半島關閘邊檢大樓東側灘塗區域，工程期間同時進行有關整治工程，車站為明挖法施工的地下兩層島式月台車站，列車月台設有幕門。
2024年2月，公共建設局表示因應全國人大常委會會議表決通過授權澳門依法管轄珠海市拱北口岸東南側相關陸地和海域（v形地），當局已啟動修改本站的設計工作，同時在充分利用V形地，深入研究連接至關閘口岸及巴士總站的方案。此外，特區政府將積極研究輕軌東線延伸青茂口岸。
2024年5月31日，廣東省珠海市舉行拱北口岸東南側相關租賃陸地和海域移交儀式。移交澳門管轄後，澳門輕軌東線將可連通本站及青茂口岸。
2025年第二季，本站開展連接通道前期工程，原特警大樓地段開展拆卸工程。
2025年7月，本站E出入口開展分階段施工建設。

## 鄰近地點
- 關閘邊檢大樓
- 關閘廣場
- 澳門工人體育場
- 紀念孫中山市政公園

## 交通

### 公共巴士
M1 關閘總站（Portas do Cerco / Terminal）
路線：1、3、3X、10、17、25、25B、27、30、34、51A、61、AP1、MT4
M9 關閘廣場（Praça das Portas do Cerco）
路線：3A、27、51、59
M248 關閘東側上落客區（Zona P / Passageiros-Este P. do Cerco）
路線：3AX、17S、25AX、30X、51X、AP1X

## 路線走向
原第一期路線為雙向行車軌道，共設21個車站，以本站作起點站，澳門半島線北段及南段分別途經馬場東、黑沙環公園、外港碼頭、金蓮花、科學館、藝園、南灣、西灣，於媽閣連接氹仔線前往氹仔島及路氹城。
輕軌東線在2020年規劃及咨詢以本站為起點站，連接新城A區、E1區和氹仔碼頭站。2023年12月29日，全國人大常委會審議通過授權澳門特別行政區對廣東省珠海市拱北口岸東南側相關陸地和海域實施管轄的決定。有關決定通過後，將有條件延伸至青茂口岸南側的青洲站。

## 法律基礎
2023年12月29日，全國人大常委會正式通過授權澳門特別行政區對廣東省珠海市拱北口岸東南側相關陸地和海域實施管轄的決定。有關決定通過後，讓東線項目將有條件連通關閘及青茂兩個口岸。相關陸地和海域的移交管轄日期以及具體座標和面積，將由國務院確定。
2024年2月19日，澳門特區公報刊登行政長官公告，公佈《全國人民代表大會常務委員會關於授權澳門特別行政區對廣東省珠海市拱北口岸東南側相關陸地和海域實施管轄的決定》。
2024年3月22日，澳門特別行政區行政會完成討論《訂定在廣東省珠海市拱北口岸東南側相關陸地和海域適用澳門特別行政區法律的基本規範》法律草案，有關法案將送交澳門立法會審議，法案中建議廣東省珠海市拱北口岸東南側v形地以租賃形式移交澳門管轄，適用於澳門法律，若有針對不同區域而訂，則視同位於澳門半島以內的區域，形式與澳大橫琴校區和橫琴澳方口岸區接近，正與粵方和珠海方緊密溝通及磋商，租金方面按象徵式收取。在管轄期間，該地段唯一用途是供輕軌東線工程項目使用。
2024年4月22日，澳門立法會第一常設委員會分析及討論《訂定在廣東省珠海市拱北口岸東南側相關陸地和海域適用澳門特別行政區法律的基本規範》法案，行政法務司司長張永春列席。至於V形地的面積和座標，法案建議，由國務院確定後載於《澳門特別行政區公報》的行政長官批示公佈的地籍圖所劃定的範圍。政府代表向一常會指出，面積和座標仍待珠海和澳門商討及國務院確定，總面積大約3,700平方米，可能最終稍有不同。
2024年5月21日，《訂定在廣東省珠海市拱北口岸東南側相關陸地和海域適用澳門特別行政區法律的基本規範》法案獲澳門立法會全體會議細則性表決通過，多位議員關注V地段使用問題，包括要求使用V地段改善關閘一帶交通整治及輕軌延伸至青茂口岸等問題；行政法務司司長張永春回應時重申，V地段只用於輕軌東線的建設，在相關期限不得變更用途。由於輕軌走地底，政府已在一常會明確指出，東線地上不會興建樓宇。開展適當綠化工作並非改變土地用途，形容“唔會下面行輕軌，上面‘沙塵滾滾’”，特區政府會透過與珠海相關方面溝通，又認為有條件考慮作適當的交通道路設施。該地段具體的面積及坐標目前珠澳雙方仍在商討，待完成商討後會上呈中華人民共和國國務院確定，最後透過行政長官批示公布地籍圖劃定的範圍。
2024年5月24日，依照2023年12月29日第十四屆全國人民代表大會常務委員會第七次會議通過的《全國人民代表大會常務委員會關於授權澳門特別行政區對廣東省珠海市拱北口岸東南側相關陸地和海域實施管轄的決定》和有關法律法規，中華人民共和國國務院批覆同意自2024年5月31日零時起，由澳門特區對珠海市拱北口岸東南側相關陸地和海域依照澳門特區法律實施管轄。根據國務院批覆，珠海市拱北口岸東南側相關陸地和海域的總面積為3700.178平方米，包括陸地1439. 130平方米和海域2261. 048平方米。批覆並附有相關區域的坐標。

## 未來發展

### 輕軌東線西延
2022年9月24日，行政長官賀一誠宣佈經中央批准後，輕軌東線將租用及使用涉及中國大陸的土地，由關閘前延伸至青茂口岸。
2024年9月，公共建設局就輕軌東線西延段工程盾構隧道部分開展前期研究，西延段起於本站西端頭，下穿關閘邊檢大樓、廣場及行車隧道等建築、紀念孫中山市政公園及鄰近關閘至台山一帶的部分何賢紳士大馬路及白朗古將軍大馬路近青茂路口交界處後，到達位於青茂口岸廣場內的青洲站。為配合本站需進行地下通道和天橋施工，適逢治安警察局特警隊大樓已遷至氹仔新城E1區，屆時關閘廣場東側客運站將搬遷至原特警隊大樓地段內。

### 未來月台
| 地面層            | C、D出入口 | 關閘邊檢大樓、關閘東側重型客車上落客區                                                                                      |   |  |
| 地庫一層          | 票務層     | 客務中心、自助售票機、洗手間、商鋪、行人隧道往返A1、A2、B、E出入口                                                          |   |  |
| 地庫二層          | 月台層     | \| \| \| 東線往氹仔碼頭（東方明珠） \| 2 \| \| \| 島式 · 開右邊车门 \| \| \| \| \| \| \| 1 \| 東線往青洲（終點站） \| \| \| |   |  |
|                   |            | 東線往氹仔碼頭（東方明珠）                                                                                                  | 2 |  |
| 島式 · 開右邊车门 |            | |   |  |
|                   | 1          | 東線往青洲（終點站） |   |  |

## 軼事
2022年10月18日，運輸工務司司長羅立文表示，由於現有設計的ES1站位於灘塗整治區內，因涉及相關整治或車站位置作出更改變動，將會出現超時和超支，他又呼籲社會做好心理準備；又指當局不斷構思在輕軌站內增加商業元素，冀能填補輕軌虧損。而灘塗整治方面，合共7.1公頃的灘塗整治範圍長約1公里，馬場北大馬路將擴寬約 23米，輕軌站則設於對出約 38米寬的綠化休閒區內。位於行政界線珠海一側，靠近關閘邊檢大樓東側的3,700平方米V型地塊，日後若可利用，將可建造盾構井，令本站向關閘移動，連接至現時旅遊巴停泊區的行人通道可縮短至120米，東線亦有條件向西延伸至青洲站。
2024年1月8日，運輸工務司司長羅立文表示，在獲得V地段後將本站盡量靠近關閘邊檢大樓，並會利用部分原特警總部的位置，在建造費方面“一定有超支超時”。

## 外部連結
- 澳門特別行政區政府運輸基建辦公室官方網站 （页面存档备份，存于）
- 公共建設局 - 輕軌東線北段設計連建造工程 （页面存档备份，存于）